# Юкая (Каліфорнія)
Юкая (англ. Ukiah) — місто (англ. city) в США, адміністративний центр округу Мендосіно штату Каліфорнія. Населення — 16 607 осіб (2020).
У місті 1995 року заснований рок-гурт AFI.

## Географія
Юкая розташована за координатами 39°8′48″ пн. ш. 123°12′37″ зх. д. / 39.14667° пн. ш. 123.21028° зх. д. (39.146614, -123.210326).  За даними Бюро перепису населення США в 2010 році місто мало площу 12,23 км², з яких 12,10 км² — суходіл та 0,14 км² — водойми.

### Клімат
| Клімат : Юкаї           | Клімат : Юкаї | Клімат : Юкаї | Клімат : Юкаї | Клімат : Юкаї | Клімат : Юкаї | Клімат : Юкаї | Клімат : Юкаї | Клімат : Юкаї | Клімат : Юкаї | Клімат : Юкаї | Клімат : Юкаї | Клімат : Юкаї | Клімат : Юкаї |
| Показник                | Січ.          | Лют.          | Бер.          | Квіт.         | Трав.         | Черв.         | Лип.          | Серп.         | Вер.          | Жовт.         | Лист.         | Груд.         | Рік           |
| Абсолютний максимум, °C | 27,8          | 30,0          | 33,9          | 36,7          | 40,6          | 45,6          | 45,6          | 45,6          | 46,1          | 40,6          | 33,3          | 30,0          | 46,1          |
| Середній максимум, °C   | 13,4          | 15,4          | 18,1          | 20,5          | 24,3          | 28,2          | 32,5          | 32,2          | 29,9          | 24,4          | 16,6          | 12,7          | 22,3          |
| Середня температура, °C | 8,2           | 9,7           | 11,4          | 13,3          | 16,4          | 19,8          | 23,0          | 22,4          | 20,4          | 16,2          | 10,7          | 7,7           | 14,9          |
| Середній мінімум, °C    | 3,0           | 4,0           | 4,8           | 6,0           | 8,6           | 11,4          | 13,4          | 12,7          | 10,9          | 7,9           | 4,8           | 2,8           | 7,6           |
| Абсолютний мінімум, °C  | −11,1         | −7,8          | −5,6          | −5            | −2,2          | 1,7           | 3,9           | 3,3           | −1,1          | −4,4          | −7,2          | −10,6         | −11,1         |
| Норма опадів, мм        | 188           | 178           | 138           | 67            | 38            | 9             | 1             | 2             | 11            | 54            | 129           | 201           | 1014          |
| Днів з опадами          | 12,7          | 11,9          | 11,1          | 7,5           | 4,7           | 1,5           | 0,1           | 0,3           | 1,6           | 4,4           | 10,3          | 13,3          | 79,4          |
| ----------------------- | ------------- | ------------- | ------------- | ------------- | ------------- | ------------- | ------------- | ------------- | ------------- | ------------- | ------------- | ------------- | ------------- |
| Джерело: NOAA           |               |               |               |               |               |               |               |               |               |               |               |               |               |

## Демографія
Згідно з переписом 2010 року, у місті мешкало 16 075 осіб у 6158 домогосподарствах у складі 3611 родини. Густота населення становила 1314 особи/км².  Було 6488 помешкань (530/км²).
Расовий склад населення:
| - 72,1 % — білих - 3,7 % — корінних американців - 2,6 % — азіатів - 1,1 % — чорних або афроамериканців - 0,2 % — вихідців з тихоокеанських островів - 14,8 % — осіб інших рас |

До двох чи більше рас належало 5,5 %. Частка іспаномовних становила 27,7 % від усіх жителів.
За віковим діапазоном населення розподілялося таким чином: 24,8 % — особи молодші 18 років, 60,7 % — особи у віці 18—64 років, 14,5 % — особи у віці 65 років та старші. Медіана віку мешканця становила 35,9 року. На 100 осіб жіночої статі у місті припадало 92,8 чоловіків;  на 100 жінок у віці від 18 років та старших — 89,3 чоловіків також старших 18 років.
Середній дохід на одне домашнє господарство  становив 58 017 доларів США (медіана — 39 634), а середній дохід на одну сім'ю — 60 944 долари (медіана — 52 483). Медіана доходів становила 39 565 доларів для чоловіків та 34 745 доларів для жінок. За межею бідності перебувало 26,5 % осіб, у тому числі 38,8 % дітей у віці до 18 років та 8,5 % осіб у віці 65 років та старших.
Цивільне працевлаштоване населення становило 6332 особи. Основні галузі зайнятості: освіта, охорона здоров'я та соціальна допомога — 28,0 %, роздрібна торгівля — 12,7 %, мистецтво, розваги та відпочинок — 12,1 %.